# Trường Đại học Tài chính – Marketing
Trường Đại học Tài chính – Marketing (University of Finance - Marketing) là một trường đại học công lập chuyên ngành về nhóm ngành tài chính và quản lý tại miền Nam Việt Nam, với thế mạnh thương hiệu về đào tạo nhóm ngành tài chính và marketing. Nằm trong nhóm các trường đào tạo về khối ngành kinh tế tốt nhất tại miền Nam Việt Nam, có thể nói trường đào tạo ngành tài chính và marketing đứng đầu khu vực phía Nam. Trường trực thuộc Bộ Tài chính và chịu sự quản lý nhà nước của Bộ Giáo dục và Đào tạo.
Trường được thành lập ngày 1/9/1976 theo quyết định số 210/VGNN-TCĐT của Ủy ban Vật giá nhà nước với tên ban đầu là trường Cán bộ Vật giá Trung ương, đến ngày 5/3/2004 trường được nâng cấp thành trường đại học, nhưng hoạt động theo cơ chế bán công, đến ngày 25/03/2009 Đại học bán công Marketing trở thành trường đại học công lập, và mang tên như ngày nay. Hàng năm, UFM cung cấp ra thị trường lao động trong nước đội ngũ nhân sự trình độ chất lượng cao uy tín, được các nhà tuyển dụng hàng đầu trong cả nước săn đón và tín nhiệm.

## Lịch sử và hiện tại
Ngày 1/9/1976 Chủ nhiệm Ủy ban Vật giá nhà nước ký quyết định số 210/VGNN-TCĐT thành lập trường Cán bộ Vật giá Trung ương tại miền Nam với nhiệm vụ đào tạo, cung cấp cán bộ ngành Vật giá cho các tỉnh, thành phố phía Nam. Đội ngũ cán bộ giảng dạy của trường hầu hết là cán bộ đang công tác tại Ủy ban Vật giá nhà nước kiêm nhiệm công tác giảng dạy cho các chương trình đào tạo ngắn hạn này.
Ngày 23/8/1978, trường Cán bộ Vật giá Trung ương tại miền Nam được chuyển thành trường Trung học Vật giá số 2 theo Quyết định số 175/VGNN-TCCB của Ủy ban Vật giá Nhà nước.
Qua những thành quả trường đạt được, ngày 04/11/1994, Thủ tướng Chính phủ ký quyết định số 641/QĐ-TTg nâng cấp đào tạo trường lên Cao đẳng và thuộc hệ thống các trường đại học, cao đẳng quốc gia; có tên là trường Cao đẳng bán công Marketing, trực thuộc Ban Vật giá Chính phủ, và từ năm 2002 trở đi thì trực thuộc Bộ Tài chính. Trường đào tạo cử nhân cao đẳng các ngành Marketing, Tin học ứng dụng trong kinh doanh, Quản trị kinh doanh, Kế toán, Thẩm định giá và ngoại ngữ tiếng Anh kinh doanh. Thành tích đạt được trong đào tạo đó là trường đầu tiên ở phía Nam đào tạo ngành Marketing (năm 1991 hệ trung cấp, năm 1994 hệ cao đẳng) và là trường đầu tiên trong cả nước đào tạo ngành Thẩm định giá (năm 2000).
Ngày 25/7/2003 Cao đẳng bán công Marketing được chuyển vào trực thuộc Bộ Tài chính theo Quyết định số 116/2003/QĐ-BTC.
Đến ngày 5/3/2004, trường Đại học bán công Marketing được thành lập trên cơ sở Cao đẳng bán công Marketing theo Quyết định số 29/2004/QĐ-TTg của Thủ tướng Chính phủ.
Đến ngày 25/03/2009, trường Đại học bán công Marketing trở thành trường đại học công lập, được đổi tên thành Đại học Tài chính - Marketing theo Quyết định số 395/QĐ-TTg của Thủ tướng Chính phủ.
Ngày 23/3/2015, trường Đại học Tài chính - Marketing được Thủ tướng Chính phủ phê duyệt Đề án thí điểm đổi mới cơ chế hoạt động giai đoạn giai đoạn 2015 - 2017 tại Quyết định số 378/QĐ-TTg, trở thành một trong năm trường đại học công lập đầu tiên được giao thí điểm đổi mới cơ chế hoạt động theo Nghị quyết số 77/NQ-CP ngày 24/10/2014 của Chính phủ.
Đến ngày 31/8/2017, Trường Cao đẳng Tài chính Hải quan được sáp nhập vào trường Đại học Tài chính - Marketing.

## Chất lượng đào tạo

### Kiểm định chất lượng đào tạo
Ngày 27 tháng 10 năm 2017 trường đã được hệ thống Đại học Quốc gia kiểm định và chứng nhận về chất lượng đào tạo của trường.

### Mô hình hoạt động
PGS. TS Lương Minh Cừ, quyền hiệu trưởng trường đã khẳng định UFM là trường đại học công lập, hoạt động theo cơ chế tự chủ tài chính, trường trực thuộc Bộ Tài chính nhưng vẫn chịu sự quản lý của Bộ Giáo dục và Đào tạo.
1. Cơ sở giảng dạy

1. Trụ sở chính: 778 Nguyễn Kiệm, phường Đức Nhuận, Thành phố Hồ Chí Minh.
2. Cơ sở 27 Tân Mỹ, phường Tân Thuận, Thành phố Hồ Chí Minh
3. Cơ sở 306 Nguyễn Trọng Tuyển, phường Tân Sơn Hòa, Thành phố Hồ Chí Minh.
4. Cơ sở 343/4 Nguyễn Trọng Tuyển, phường Tân Sơn Hòa, Thành phố Hồ Chí Minh.
5. Cơ sở B2/1A Đường 385, Phường Tăng Nhơn Phú, Thành phố Hồ Chí Minh
6. Cơ sở 306 Võ Văn Hát, Phường Long Trường, Thành phố Hồ Chí Minh

### Ký túc xá
Ký túc xá của trường hiện đặt tại số 27 Tân Mỹ, phường Tân Thuận và 306 Võ Văn Hát, Phường Long Trường.

## Tổ chức nhà trường

### Ban Giám hiệu
- Hiệu trưởng: PGS.TS Phạm Tiến Đạt
- Phó Hiệu trưởng: TS. Lê Trung Đạo
- Phó Hiệu trưởng: TS. Cao Tấn Huy
- Phó Hiệu trưởng: TS. Phạm Quốc Việt

### Các khoa
- Khoa Cơ bản
- Khoa Thẩm định giá và Kinh doanh bất động sản
- Khoa Quản trị kinh doanh
- Khoa Marketing
- Khoa Tài chính - ngân hàng
- Khoa Thuế và Hải quan
- Khoa Kế toán - Kiểm toán
- Khoa Công nghệ thông tin
- Khoa Thương mại
- Khoa Du lịch
- Khoa Ngoại ngữ
- Khoa Đào tạo tại chức
- Khoa Đào tạo sau đại học
- Khoa Giáo dục quốc phòng
- Khoa Kinh tế - Luật

### Các Phòng chức năng
- Phòng Tổ chức - Hành chính.
- Phòng Quản lý đào tạo.
- Phòng Công tác sinh viên.
- Phòng Quản lý khoa học.
- Phòng Quản trị thiết bị.
- Phòng Tài chính - Kế toán.
- Phòng Thanh tra giáo dục.
- Phòng Khảo thí - Quản lý chất lượng.
- Phòng Công nghệ thông tin

### Các trung tâm - viện nghiên cứu
- Trung tâm Ngoại ngữ - Tin học.
- Trung tâm nghiên cứu tiếp thị.
- Trung tâm hợp tác quốc tế
- Viện nghiên cứu kinh tế ứng dụng.
- Tạp chí nghiên cứu tài chính marketing
- Thư viện (bao gồm Trung tâm học liệu)

## Danh hiệu
- Huân chương Lao động hạng ba (1997)[7]
- Huân chương Lao động hạng nhì (2005)[7]
- Huân chương Lao động hạng nhất (2008)[7]
- Huân chương Độc lập hạng ba của nhà nước Lào (2011)[8]
- Huân chương Lao động hạng ba (2013)[9]